# Diocesi di Silli
La diocesi di Silli (in latino Dioecesis Sillitana) è una sede soppressa e sede titolare della Chiesa cattolica.

## Storia
Silli, nell'odierna Algeria, è un'antica sede episcopale della provincia romana di Numidia.
Sono tre i vescovi documentati di questa diocesi. Alla conferenza di Cartagine del 411, che vide riuniti assieme i vescovi cattolici e donatisti dell'Africa romana, presero parte il cattolico Faustino e il donatista Possidio (o Possidonio). È probabile che Faustino abbia partecipato anche al concilio antipelagiano celebrato a Milevi nel 416; il suo nome, senza indicazione della sede di appartenenza, si trova tra le sottoscrizioni alla lettera sinodale indirizzata a papa Innocenzo I.
Terzo vescovo noto è Massimo, il cui nome figura al 54º posto nella lista dei vescovi della Numidia convocati a Cartagine dal re vandalo Unerico nel 484; Massimo era già deceduto all'epoca della redazione di questa lista.
Dal 1933 Silli è annoverata tra le sedi vescovili titolari della Chiesa cattolica; dal 3 giugno 2009 il vescovo titolare è Henri Coudray, S.I., già vicario apostolico di Mongo.

## Cronotassi

### Vescovi
- Faustino † (menzionato nel 411)
  - Possidio (o Possidonio) † (menzionato nel 411) (vescovo donatista)
- Massimo † (menzionato nel 484)

### Vescovi titolari
- Gregorio Falconieri † (24 maggio 1964 - 28 novembre 1964 deceduto)
- Abílio Augusto Vaz das Neves † (20 febbraio 1965 - 27 gennaio 1971 dimesso)
- Filippo Franceschi † (30 maggio 1973 - 15 luglio 1976 nominato arcivescovo di Ferrara e vescovo di Comacchio)
- Jan Pieter Schotte, C.I.C.M. † (20 dicembre 1983 - 26 novembre 1994 nominato cardinale diacono di San Giuliano dei Fiamminghi)
- Florentin Crihălmeanu † (6 novembre 1996 - 18 luglio 2002 nominato eparca di Cluj-Gherla)
- Hervé Giraud (15 aprile 2003 - 13 novembre 2007 nominato vescovo coadiutore di Soissons)
- Henri Coudray, S.I., dal 3 giugno 2009